# Bossiaea modesta
Bossiaea modesta är en ärtväxtart som beskrevs av James Henderson Ross. Bossiaea modesta ingår i släktet Bossiaea och familjen ärtväxter. Inga underarter finns listade i Catalogue of Life.